# Taoka Reiun
Taoka Reiun (jap. 田岡 嶺雲; * 21. November 1879; † 7. September 1912) war ein japanischer Kultur- und Literaturkritiker.
Taoka erlernte in seiner Kindheit die chinesische Sprache durch das Lesen von Werken wie Kokushiryaku, Nihon gaishi und
Jūhasshiryaku. Geprägt von chinesischen Philosophen wie Zhuāngzǐ und Lǎozǐ, von Arthur Schopenhauer und
Eduard von Hartmann und Kulturkritikern wie Edward Carpenter und Max Nordau setzte er sich kritisch mit der politischen, kulturellen, industriellen und militärischen Entwicklung der Meiji-Zeit auseinander. Nach 1900 veröffentlichte er zahlreiche Essays, die er als Hibunmeiron (非文明論, „Abhandlungen über die Zivilisation, die keine ist“) bezeichnete. Seine Autobiographie Sakkiden (数奇伝) erschien 1911 in der Zeitschrift Chūōkōron.